# Ehrhardt Koch
Ehrhardt Koch (1886– 8 november 1953) was een Amerikaanse zakenman van Duitse afkomst. Hij is de oprichter van het bedrijf New Era Cap Company.

## Levensloop
Koch werd geboren in Duitsland. Eind negentiende eeuw verhuisde samen met zijn ouders naar Buffalo, New York. In 1902 vond Koch een baan bij de Miller Brother’s Cap Company. Na achttien jaar voor dit bedrijf gewerkt te hebben, startte Koch in 1920 zijn eigen bedrijf in het produceren van petten onder de naam 'E. Koch Cap Company'. Zijn bedrijf was gevestigd op de derde verdieping van een pand aan 1830’s Genesee Street in Buffalo. Het bedrijf had 14 werknemers, waaronder enkele familieleden, en produceerde in 1920 ongeveer 60.000 petten.
Vanaf 1934 begon Koch met het maken van petten voor de Cleveland Indians, een Major League honkbal team. De connecties met de sportwereld werden voortgezet na zijn dood in 1953. In 1965 produceerde het bedrijf van Koch petten voor 10 van de 20 Major League teams. Vanaf 1993 waren zij verantwoordelijk voor de productie van petten voor alle 20 Major League teams.
Koch overleed op 8 november 1953 en werd begraven op Forest Lawn in Buffalo, New York.